# Droga B501 (Belgia)
Droga B501 (fr. Bretelle B501) – krótka łącznica autostradowa, stanowiąca drogę dojazdową od autostrady A7 (trasy europejskie E19, E42) do obwodnicy śródmiejskiej miasta Mons.
Długość drogi, w zależności od źródła, wynosi 500 m lub 2 km.

## Historia
Arterię oddano do użytku w latach 70.